# Fosterländsk enad ungdom
Fosterländsk Enad Ungdom (FEU) var en politisk organisation av hirdkaraktär och med nazistisk inriktning som existerade under andra världskriget.
FEU framträdde i Helsingborg 1941 under ledning av den då 18-årige Rolf Clarkson, som hade som sin närmaste man Jan Welin, brorson till Malte Welin. Man höll sig med vad som beskrivits som en SS-liknande grupp, helt klädd i svart, och utrustad med batong och stor dolk. I ett av rörelsens upprop angavs att man hade "förband" i sex olika städer, och Clarkson beskrevs som "känd över hela landet för sin uppseendeväckande ungdomsidealism".
Man gav under en kortare tid ut tidskriften Vårdkasen: kamporgan för fosterländsk enad ungdom.